# Phorocerosoma aurea
Phorocerosoma aurea là một loài ruồi trong họ Tachinidae.